# 宇土郵便局
宇土郵便局（うとゆうびんきょく）は熊本県宇土市にある郵便局。民営化前の分類では集配普通郵便局であった。

## 概要
住所：〒869-0499 熊本県宇土市浦田町26-2
民営化直前の集配業務再編において、多くの集配普通郵便局は統括センターとなったが、当局は配達センターとされたため、民営化後も郵便事業株式会社の支店は併設されず、集配センターが併設された。

## 沿革
- 1872年8月4日（明治5年7月1日） - 宇土郵便取扱所として開設[1]。
- 1873年（明治6年） - 宇土郵便役所となる。
- 1875年（明治8年）1月2日 - 宇土郵便局（四等）となる。
- 1880年（明治13年） - 為替・貯金取扱を開始。
- 1891年（明治24年）3月21日 - 宇土郵便電信局となる。
- 1903年（明治36年）4月1日 - 通信官署官制の施行に伴い宇土郵便局となる。
- 1957年（昭和32年）2月16日 - 緑川郵便局から電話交換事務の取扱を移管[2]。
- 1962年（昭和37年）6月1日 - 国内欧文電報受付・配達および国際電報受付・配達業務を、松橋電報電話局に移管。
- 1965年（昭和40年）9月1日 - 特定郵便局から普通郵便局に局種別改定。同日、網津郵便局から集配業務を移管。
- 1966年（昭和41年）11月27日 - 電話交換および和文電報配達業務を、宇土電報電話局に移管。
- 1968年（昭和43年）9月30日 - 宇土市新小路町から同市浦田町に移転。
- 1999年（平成11年） - 外国通貨の両替および旅行小切手の売買に関する業務取扱を開始。
- 2007年（平成19年）10月1日 - 民営化に伴い、併設された郵便事業熊本北支店宇土集配センターに一部業務を移管。
- 2012年（平成24年）10月1日 - 日本郵便株式会社発足に伴い、郵便事業熊本北支店宇土集配センターを宇土郵便局に統合。

## 取扱内容
- 郵便、印紙、ゆうパック、内容証明
- 貯金、為替、振替、振込、国際送金、国債、投資信託
- 生命保険、バイク自賠責保険、自動車保険
- ゆうちょ銀行ATM
- 宇土市内の集配業務

## 周辺
- 宇土市役所
- 宇土市民会館
- 宇土市立図書館
- 宇土市立鶴城中学校
- 国道57号

## アクセス
- JR鹿児島本線・三角線 宇土駅から南西へ約1.4km（徒歩約16分）
- 九州産交バス 宇土三丁目停留所下車
- 九州自動車道 松橋ICから北西へ約8km
- 駐車場あり：7台